# Leśny Park Kultury i Wypoczynku

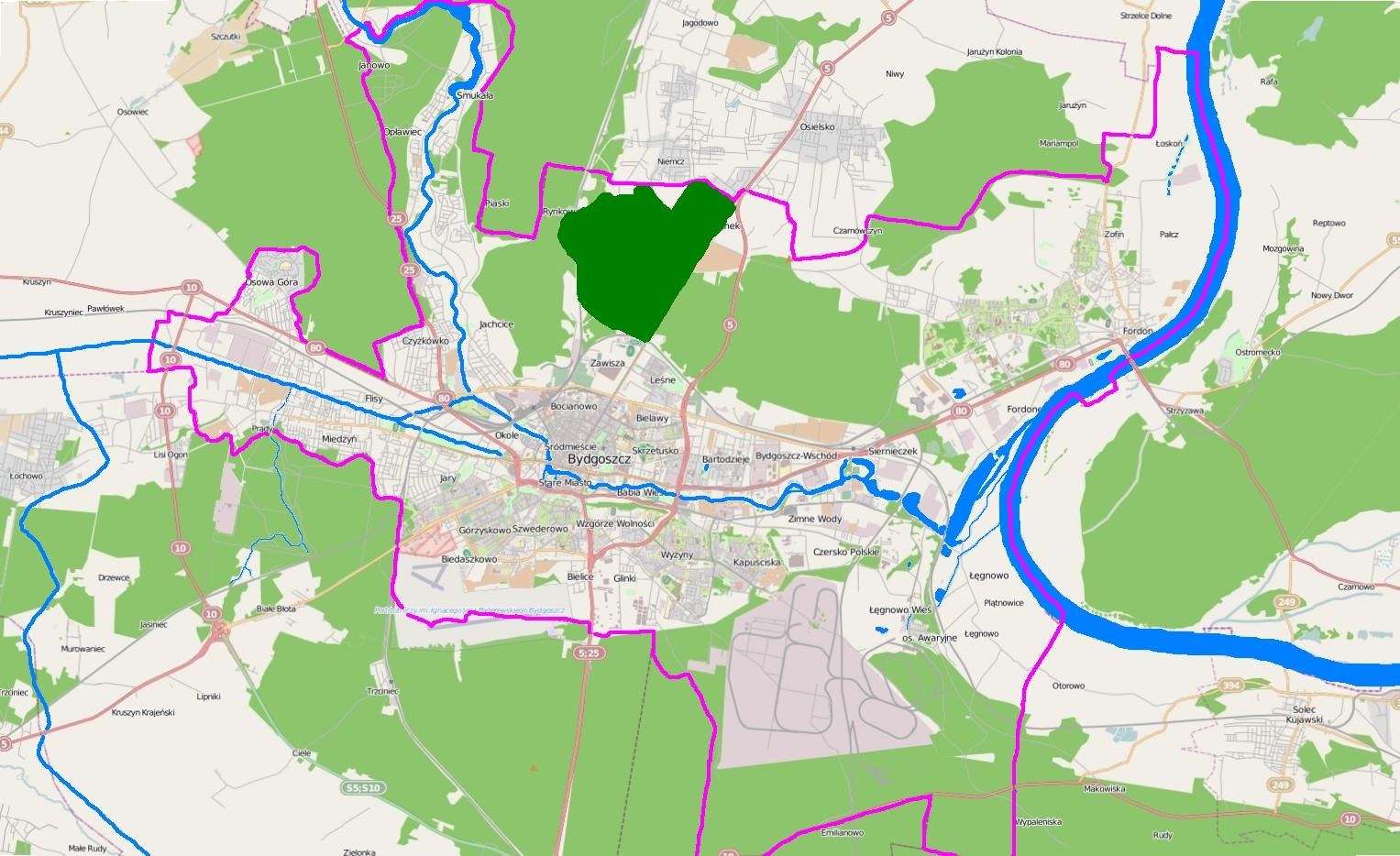
Położenie Leśnego Parku Kultury i Wypoczynku

Leśny Park Kultury i Wypoczynku w Bydgoszczy (LPKiW), również: Myślęcinek – park leśny, liczący 830 hektarów powierzchni, usytuowany w północnej części Bydgoszczy, w odległości 5 km od ścisłego centrum miasta. Największy park miejski w Polsce. Zwany jest potocznie „Myślęcinkiem” od nazwy części miasta, w jakiej się znajduje.

## Lokalizacja
Leśny Park Kultury i Wypoczynku położony jest w północnej części Bydgoszczy w obrębie jednostki urbanistycznej Myślęcinek. Granice parku wyznaczają:
- ul. Jeździecka (Obwodnica Parkowa) – od północy;
- ul. Rekreacyjna – od północnego zachodu;
- ul. Gdańska – od wschodu;
- linia kolejowa nr 131 (magistrala węglowa) – od południowego zachodu.

Część po zachodniej stronie ul. Hippicznej jest terenem Lasów Państwowych.
Całość terytorium parku objęta jest formami ochrony przyrody. Część północna mieści się w granicach Parku Krajobrazowego Doliny Dolnej Wisły, a pozostała w Obszarze Chronionego Krajobrazu Północnego Pasa Rekreacyjnego Miasta Bydgoszczy.

## Charakterystyka
Leśny Park Kultury i Wypoczynku jest dużym obszarem rekreacyjno-wypoczynkowym łączącym piękno natury z infrastrukturą, która pozwala na aktywny wypoczynek, relaks i uprawianie sportów wyczynowych.
Park charakteryzuje się zróżnicowaną rzeźbą terenu (52–107 m n.p.m.) z deniwelacjami dochodzącymi do 50 m oraz różnorodną szatą roślinną: od środowisk wilgotnych, bagiennych do suchych. Pod względem przestrzennym dzieli się na dwa obszary leżące w oddzielnych makroregionach fizycznogeograficznych. Większa część południowa parku leży na piaszczystej Terasie Bydgoskiej w obrębie makroregionu Pradolina Toruńsko-Eberswaldzka, wznosząc się łagodnie z południa na północ od 55 do 60 m n.p.m. Z kolei mniejsza część północna ma charakter falistej wysoczyzny morenowej, położonej na wysokości 90–95 m n.p.m. należącej do makroregionu Pojezierze Południowopomorskie. Zbocze Fordońskie oddzielające oba poziomy posiada wysokość względną około 40 m, pocięte jest parowami i dolinkami, którymi płyną strugi: Myślęcińska, Rynkowska i Zacisze. Sztucznie podwyższona Góra Myślęcińska, na której urządzono stok narciarski sięga 107 m n.p.m. i jest najwyżej położonym miejscem w Bydgoszczy.
Powierzchnia parku licząca 830 ha stanowi 4,7% całego miasta. Zbiorniki wodne stanowią 18,5 ha (2% powierzchni parku), a największy z nich, zwany Jeziorem Myślęcińskim ma 10,3 hektara. Zorganizowane siedliska roślinne, utrzymywane przez służby miejskie mieszczą się na obszarze 263 ha, lasy na 470 ha, w tym gminne 78 ha. 6 ha zajmuje kompleks wystawienniczo-handlowo-gastronomiczny. Liczba stawów dochodzi do kilkudziesięciu. Zasilane przez trzy strugi wodne stały się miejscem lęgu licznych ptaków i miejscem pobytu bocianów. Na największym stawie parkowym znajduje się wyspa zwana „ptasią”, gdyż występuje tu corocznie duża kolonia śmieszki i rybitwy rzecznej. Wiosną jedną z atrakcji jest obserwacja rozrodu i aktywności tysięcy ptaków nad stawem parkowym.
Nieco ponad połowę powierzchni parku stanowią lasy. Drzewostan tworzą głównie bory sosnowe, lasy mieszane i liściaste, występują też fragmenty grądu z lipą, dębem i grabem, łęgi z olchą i jesionem oraz dąbrowy i buczyny.
Park funkcjonalnie składa się z trzech powiązanych ze sobą rejonów:
- Część zachodnia, zalesiona stanowi strefę ciszy – jest w zamyśle miejscem, gdzie można odpocząć od miejskiego hałasu, zarazem nie oddalając się zbytnio od cywilizacji.
- Część wschodnia, rekreacyjna mieści liczne obiekty służące wypoczynkowi mieszkańców: ogród zoologiczny, lunapark, przyrodnicze ścieżki dydaktyczne, tereny spacerowe, polana „Różopole” dla imprez masowych, stanowiska dla wędkarzy, obiekty turystyczne, wypożyczalnie sprzętu sportowego, restauracje, trzygwiazdkowy hotel itd.
- Część północna ma największą wartość fizjonomiczną. W obrębie i powyżej Zbocza Fordońskiego znajduje się Góra Myślęcińska, na której zimą działa wyciąg narciarski, 60-hektarowy Ogród Botaniczny, Centrum Edukacji Ekologicznej, uroczysko „Zacisze” wraz ze źródliskiem i stawami kaskadowymi oraz bogate gatunkowo lasy porastające formy erozyjne zwane „Dolinkami Myślęcińskimi”. Rosną tu m.in. 100-letnie buczyny i dąbrowy.

W parku ukształtował się specyficzny mikroklimat, wpływający zdrowotnie i kojąco na psychikę człowieka. Wpływ na to ma oddalenie od wielkomiejskiego zgiełku i ruchu samochodowego, zróżnicowane formy terenu, duży kompleks leśny, rozległe stawy uczęszczane przez ptaki i dzikie zwierzęta.

## Historia
Myślęcinek od średniowiecza stanowił własność rycerską. W 1860 roku areał majątku sięgał 470 ha: pól uprawnych, lasów, łąk i pastwisk. Od XVIII wieku w Myślęcinku funkcjonowały młyn i zajazd, a w połowie XIX wieku powstała gorzelnia, przekształcona w 1861 w browar, przy którym istniała restauracja. W 1889 wzniesiono nowe ceglane zabudowania browarniane, złożone z pięciu obiektów, w tym słodowni i piwnic do leżakowania piwa. Zakład zamknięto w 1945 roku, a jego pozostałości znajdują się na terenie parku u zbiegu ulic Gdańskiej i Konnej (spłonęły wieczorem 24 lipca 2014). Z pożaru ocalały dwa stalowe, zardzewiałe kotły i znajdujące się pod południowym budynkiem piwnice o kolebkowym sklepieniu, w których przechowywano piwo w beczkach o objętości kilku lub kilkunastu tysięcy litrów. Świeży napój leżakował tu po dwa-trzy miesiące, w kilkudziesięciu kadziach, ustawionych rzędami obok siebie. W dobrze wentylowanych piwnicach przechowywany był też lód pozyskiwany zimą ze stawów w Myślęcinku, którym okładało się skrzynki z butelkami, przewożone do sklepów czy restauracji. Od 2005 toczy się postępowanie o zwrot przez miasto nieruchomości spadkobiercom.
Przy ul. Konnej znajduje się również dwór byłych właścicieli wioski, postawiony w II połowie XIX wieku, w latach 90. XX wieku przebudowany i zaadaptowany na hotel i restaurację o nazwie „Pałac”. Obok mieści się kompleks zabudowań stajennych z XIX wieku, użytkowany od 1982 r. przez Ośrodek Rekreacji Konnej.
Prace planistyczno-projektowe przeznaczające ten obszar na park wypoczynku, podejmowano już w 1905, następnie w roku 1921. Jeszcze przed I wojną światową władze miasta Bydgoszczy powołując się na dawne przywileje królów polskich uzyskały zgodę od Pruskiego Ministerstwa Lasów na ustawienie wzdłuż drogi leśnej do Rynkowa ławek na odpoczynek dla spacerowiczów. W dwudziestoleciu międzywojennym do popularnych miejscowości wypoczynkowych należało osada leśna w Rynkowie, gdzie przy stacji kolejowej istniała duża restauracja. Zbigniew Raszewski w „Pamiętniku gapia. Bydgoszcz jaką pamiętam 1930-1945” pisze:

„Atrakcyjność Rynkowa brała się stąd, że leżało na brzegu pradoliny i stanowiło nawet najwyższe wzniesienie jej północnego brzegu (95 m). Dalej można było tym brzegiem wędrować na wschód, do Myślęcinka (bardzo malownicza droga) i jeszcze dalej, przez Zamczysko, ku Wiśle. Kolej przerzynała się przez skarpę w wykopie, nad którym rzucono wiadukt. Przystanek był z lewej strony, zachodniej, do restauracji szło się wiaduktem. Miała ona oczywiście część odsłoniętą, na wolnym powietrzu, z nieodzownymi „dechami” do tańca i miejscem dla orkiestry (wojskowej) (…) Znakomita większość obywateli przybywała tam koleją, co nie przedstawiało trudności, bo w niedziele podstawiano specjalne pociągi „wycieczkowe”. Rano odjeżdżały jeden za drugim. Równie lojalnie przywoziły nas do miasta wieczorem. Lasy okoliczne były pełne uroku. Drzewa na wzgórzu – sosny, dęby, graby – pamiętały dawne czasy. Wiek sosen koło restauracji określano w 1935 na 178 lat. Pamiętam. Jak którejś niedzieli rozłożyliśmy się z ojcem w lesie między Rynkowem a B. Ledwie się położyliśmy na kocu, wyjrzała z gęstwiny piękna sarna. Nie bała się wcale, przyjrzała się nam i poszła sobie (…) Zimą kiedy już mieliśmy narty, moi koledzy i ja, przybywaliśmy tu „biegiem płaskim”, wcale nie zmęczeni i uganialiśmy po zboczach.”

Po II wojnie światowej majątek ziemski Myślęcinka rozparcelowano w wyniku reformy rolnej. Część terenów wraz z pozostałymi po majątku zabudowaniami użytkowało PGR Kusowo, utrzymując tu ośrodek treningowy koni sportowych, część przeznaczono w późniejszych latach pod ogrody działkowe, zaś lasy upaństwowiono. W latach 60. tereny te znalazły się w sferze zainteresowań rozwijającej się przestrzennie Bydgoszczy.
W 1971 Prezydium Wojewódzkiej Rady Narodowej w Bydgoszczy zleciło opracowanie koncepcji budowy parku na terenie Myślęcinka, który w sposób kompleksowy zaspokoiłby potrzeby rekreacyjno-wypoczynkowe aglomeracji Bydgoszczy. Plan zagospodarowania przestrzennego LPKiW został zaakceptowany decyzją Prezydium WRN w Bydgoszczy w dniu 10 stycznia 1972 roku. Po zatwierdzeniu szczegółowego planu 13 listopada 1973 roku rozpoczęto prace techniczno-organizacyjne. Dokumentację techniczną parku opracowało Biuro Projektowo-Badawcze Budownictwa Ogólnego „Miastoprojekt” w Bydgoszczy, a jej autorami byli prof. Edward Bartman i dr inż. Aleksander Pietrzak. W 1975 za swe dzieło otrzymali oni II nagrodę Ministra Budownictwa i Przemysłu Budowlanego. Pierwotnie planowano zagospodarowanie terenów leśnych i pól o powierzchni 357 ha, później powiększono obszar przyszłego parku do ok. 570 ha, ostatecznie objęto powierzchnię 830 ha.
W 1977 w granice miasta włączono całość terenu planowanego parku, który objął:
- Las Gdański, który do momentu upaństwowienia po I rozbiorze Polski był własnością bydgoskiej gminy miejskiej,
- osadę leśną Rynkowo, wydzieloną w XIX w. ze wsi Niemcz,
- południową część dawnej wioski Myślęcinek, poświadczonej w 1346 roku i do końca II wojny światowej stanowiącej prywatny majątek szlachecki.

Granica między Lasem Gdańskim, Rynkowem i Myślęcinkiem przebiegała niegdyś w rejonie obecnych ulic Hipicznej i Sądeckiej.

Myślęciński park podworski został przeznaczony pod Ogród Botaniczny, a w Lesie Gdańskim zaplanowano utworzenie ogrodu zoologicznego i lunaparku. Na polanie między obu ogrodami planowano wykonanie systemu stawów, zasilanych przez lokalne cieki wodne. Na Zboczu Fordońskim planowano utworzenie toru saneczkowego (600 m), stoku narciarskiego z wyciągiem, małej skoczni narciarskiej, zaś na dolnym tarasie wielu urządzeń rekreacyjnych, m.in. lodowisk, ścieżki zdrowia, boisk, pawilonów, estrad, sal kinowych i klubowych. W Rynkowie planowano wybudowanie restauracji z tarasem widokowym, skąd można by podziwiać panoramę Bydgoszczy. Pracami na etapie planowania miejscowego kierował arch. Kazimierz Józefczyk, a na etapie projektowania realizacyjnego arch. krajobrazu prof. Edward Bartmann i dr Aleksander Pietrzak z SGGW. Zatwierdzona koncepcja zakładała wydzielenie w obrębie parku pięciu sektorów: parkowo-leśnego, sportowo-rekreacyjnego, wystawowo-dydaktycznego, usług centralnych i parku rozrywki.
Zanim rozpoczęto na dobre budowę parku, na placu przy ul. Gdańskiej odbyła się wystawa rolnicza związana z centralnymi dożynkami, które odbyły się w Bydgoszczy 3 września 1972 roku z udziałem około 45 tys. gości z całego kraju, w tym władz partyjno-państwowych oraz delegacji zagranicznych. Chociaż główne uroczystości miały miejsce na stadionie Zawiszy, to od 1 września 1972 przez 10 dni, po południu w Myślęcinku zwiedzano wystawę rolniczą, dla której Zjednoczenie Budownictwa Rolniczego razem z ekipami budowlanymi Wojewódzkiego Zjednoczenia PGR oraz Gminnych Spółdzielni „Samopomoc Chłopska” wzniosły 21 przeszklonych pawilonów, eksperymentalny dom jednorodzinny z wielkiej płyty oraz plenerową, zadaszoną stołówkę. W kolejnych latach przebudowano je i wzbogacono m.in. o baseny otwarte. W pawilonach do lat 90. XX w. eksponowano wystawy stałe, m.in. dotyczące osiągnięć przemysłowo-rolniczych województwa bydgoskiego.
Budowę parku według opracowanego projektu rozpoczęto w 1973, kiedy to wykonano pierwsze ścieżki spacerowe. W czerwcu 1975 w parku uruchomiono pierwsze w mieście kino samochodowe. W 1974 ukończono budowę obwodnicy, a w latach 1975–1977 ukończono promenadę parkową. Staw parkowy zbudowano w latach 1977–1983. Ma on długość 1,3 km i szerokość od 20 do 330 m oraz głębokość 0,7–3,0 m. W 1978 otwarto Ogród Fauny Polskiej, w 1980 lunapark. W tym roku rozpoczęła się również budowa Ogrodu Botanicznego. Prace te wykonywano z czynnym udziałem ludności i uczniów szkół (czyny społeczne). W 1982 w dawnych zabudowaniach folwarku Myślęcinek uruchomiono Ośrodek Rekreacji Konnej. W latach 80. XX w. powstał wyciąg narciarski, w 1994 Centrum Edukacji Ekologicznej, w 1997 Myślęcińska Kolej Parkowa, w 2000 tor do ekstremalnych zjazdów rowerowych, w 2005 Całoroczne Centrum Rekreacji, w 2007 kryty skatepark, w 2010 park linowy, a w 2012 park jurajski „Zaginiony świat”. W latach 2006–2012 dokonano szeregu inwestycji w parku, m.in. odnowiono część ścieżek spacerowych, wybudowano drogi rowerowe łączące Myślęcinek ze Śródmieściem i z Fordonem, otwarto szereg nowych urządzeń rekreacyjnych (pole golfowe, wakepark, wypożyczalnia łodzi, kajaków i inne).
Pierwotny projekt parku oprócz istniejących dzisiaj obiektów, przewidywał również powstanie parku etnograficznego, kąpieliska miejskiego z zespołem basenów i brodzików dla dzieci, domu kultury, hali sportowej oraz zespołu gastronomicznego w pomieszczeniach byłego Browaru Myślęcinek.
Do 1983 budową i utrzymaniem Leśnego Parku zajmowało się Przedsiębiorstwo Zieleni Miejskiej, w którym powołano zespół ds. budowy LPKiW. Od roku 1983 Leśny Park Kultury i Wypoczynku funkcjonował jako samodzielne przedsiębiorstwo państwowe. Natomiast od 24 sierpnia 1992 roku posiada status jednoosobowej spółki gminy Bydgoszcz.
28 marca 2010 roku i 24 marca 2013 roku w parku odbyły się mistrzostwa świata w biegach przełajowych.

### Plany
Park w Myślęcinku jest miejscem otwartym na nowe formy wypoczynku i aktywności sportowo-rekreacyjnej. Mają tu miejsce różnorodne imprezy masowe, bądź specjalistyczne, organizowane przez prywatne organizacje i stowarzyszenia, np. inscenizacje historyczne, militarne, wioski indiańskie, festyny, koncerty, zloty, imprezy sportowe itp. Trwa opracowywanie koncepcji budowy Biegunarium, które ma stanąć w Ogrodzie Zoologicznym. W 2012 r. dofinansowanie z funduszy europejskich otrzymał projekt budowy pawilonu akwarium i terrarium w obrębie Ogrodu Zoologicznego w Bydgoszczy (koszt 6,5 mln zł). Rozbudowa i modernizacja infrastruktury rekreacyjno-sportowej terenów LPKiW znalazła się także w wykazie projektów kluczowych Bydgoskiego Obszaru Funkcjonalnego do realizacji w okresie 2015-2020.

## Instytucje i obiekty na terenie parku

### Ogród Zoologiczny w Bydgoszczy
Ogród Fauny Polskiej powstał w 1978 r. Pierwotnie, jako jedyne zoo w kraju, miał ekspozycję złożoną wyłącznie z gatunków rodzimych, jednak w 2004 r., powstał dział „Skrawek świata”, gdzie prezentowane są gatunki zwierząt ze wszystkich kontynentów. Pojawiło się wówczas kilka gatunków egzotycznych – m.in. zebry, małpy i inne. 14-hektarową powierzchnię myślęcińskiego zoo zamieszkuje ponad 500 okazów ze 112 gatunków kręgowców, a wśród nich 62 podlegające całkowitej ochronie. W 1990 roku w Ogrodzie Fauny otwarto Mini Zoo, przeznaczone dla dzieci.
W 1999 zoo powiększyło swoje tereny o 2 hektary, na których powstał wybieg dla jeleniowatych. Oprócz nich na zwiedzających czekają m.in. żubry i brunatne niedźwiedzie, wilki, rysie, żbiki, jenoty, kuny, borsuki, gawrony i kruki, orły, sokoły i wiele innych zwierząt. W 2014 roku Ogród Fauny Polskiej przy okazji otwarcia pawilonu Akwarium Terrarium, które jest nowym wejściem, zmienił swoją nazwę na Ogród Zoologiczny w Bydgoszczy.

### Ogród Botaniczny
W 1983 oddano do użytku ogród botaniczny. W 2010 r. zawierał on 820 gatunków roślin, w tym 460 gatunków roślin dziko rosnących.
To fragment myślęcińskiego parku o najwyższej wartości fizjonomicznej, dydaktycznej i rekreacyjnej. Ogród założono w malowniczej, rozczłonkowanej dolinie, w której płynie Struga Myślęcińska, spiętrzona w formie kaskad w 11 stawów na długości ok. 1 km i różnicy poziomów 20,5 m. W liczne wzniesienia o różnym nachyleniu stoków i wysokości (deniwelacje do 30 m), poprzecinane jarami wkomponowano alejki spacerowe, tworząc park o niezapomnianej fizjonomii. Ogród ma rozwiązania przestrzenno-plastyczne dostosowane do naturalnych warunków siedliskowych. Około 20 ha zajmują gatunki rodzime zgromadzone w zbiorowiskach leśnych, łąkowych i wodnych (ok. 350 gatunków). W terenie umieszczono tabliczki z opisem charakterystycznych zbiorowisk roślinnych podając ich skład gatunkowy wraz z warunkami występowania. W ogrodzie wyeksponowana jest m.in.:
- roślinność leśna: 80-110-letnia buczyna pomorska, świetlista dąbrowa, las sosnowo-dębowy, grąd lipowo-grabowy, las brzozowy, las świerkowy,
- roślinność wodna, nadbrzeżna, bagienna, tofowisk niskich i wysokich w dolinie, gdzie płynie Struga Myślęcińska oraz w obrębie kaskadowych stawów,
- roślinność podgórska (m.in. kosodrzewina) na szczytach wzgórz, na które prowadzą ścieżki spacerowe,
- siedliska roślin egzotycznych z innych kontynentów nasadzone w arboretum (od 2006 r., na co uzyskano pieniądze z Unii Europejskiej).

Ekspozycja podzielona jest na ogródki rodzajowe, m.in. kwitnącej wiśni i jabłoni, różaneczników i roślin iglastych. Oprócz tego ogród posiada kolekcje dereni, tawuł, żywotników i grzybieni wodnych i 80. letni las bukowy z charakterystycznym runem i okazami lilii złotogłów oraz orlików.
W zachodniej części Ogrodu Botanicznego urządzono alpinarium – siedlisko roślin górskich wśród skał, wodospadu, „górskiego” strumienia i stawów. Zostały utworzone ściany skalne, piargowiska i granie, dokąd prowadzą szlaki piesze na podobieństwo spotykanych w górach. W Ogrodzie Botanicznym od 1999 roku znajduje się ponadto dydaktyczna ścieżka przyrodnicza dla niewidomych. Na obszarze 0,4 ha, wzdłuż 300–metrowej barierki nasadzono ok. 150 roślin, z których każda opatrzona jest “metryczką” zapisaną Alfabetem Braille’a. Zwiedzający mają możliwość dotknięcia, powąchania, a nawet posmakowania roślin.
Bydgoski ogród botaniczny ma ok. 60 ha powierzchni i jest drugim co do powierzchni ogrodem botanicznym w Polsce.

### Ośrodek rekreacji konnej

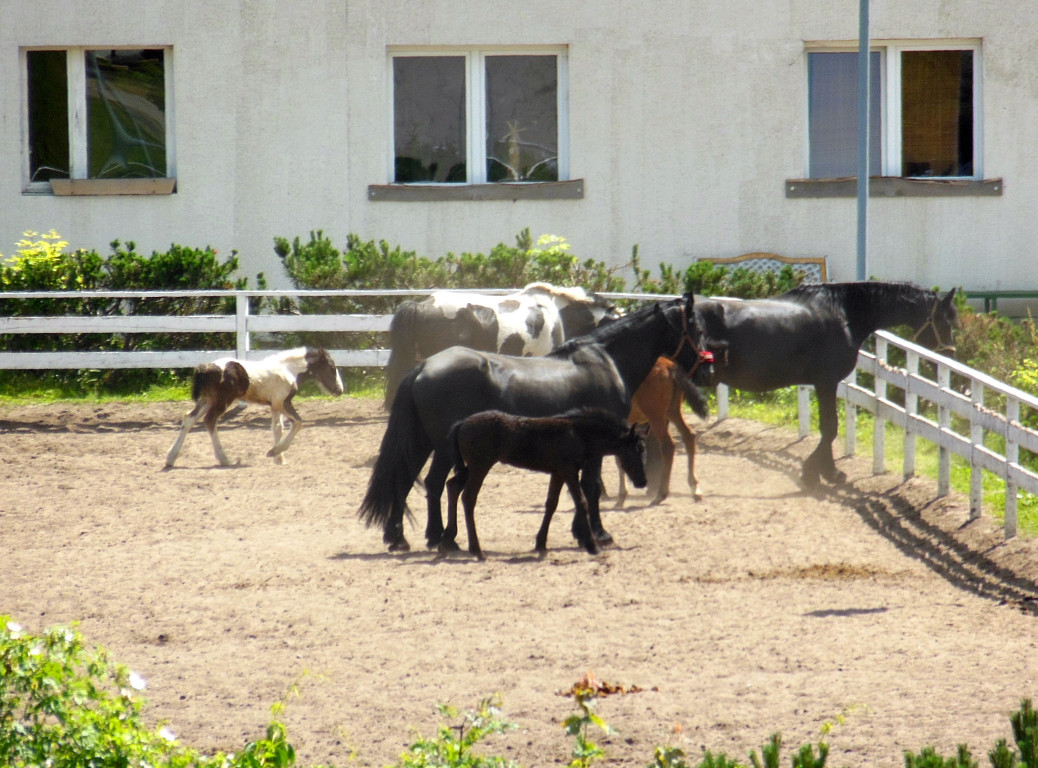
Stadnina koni

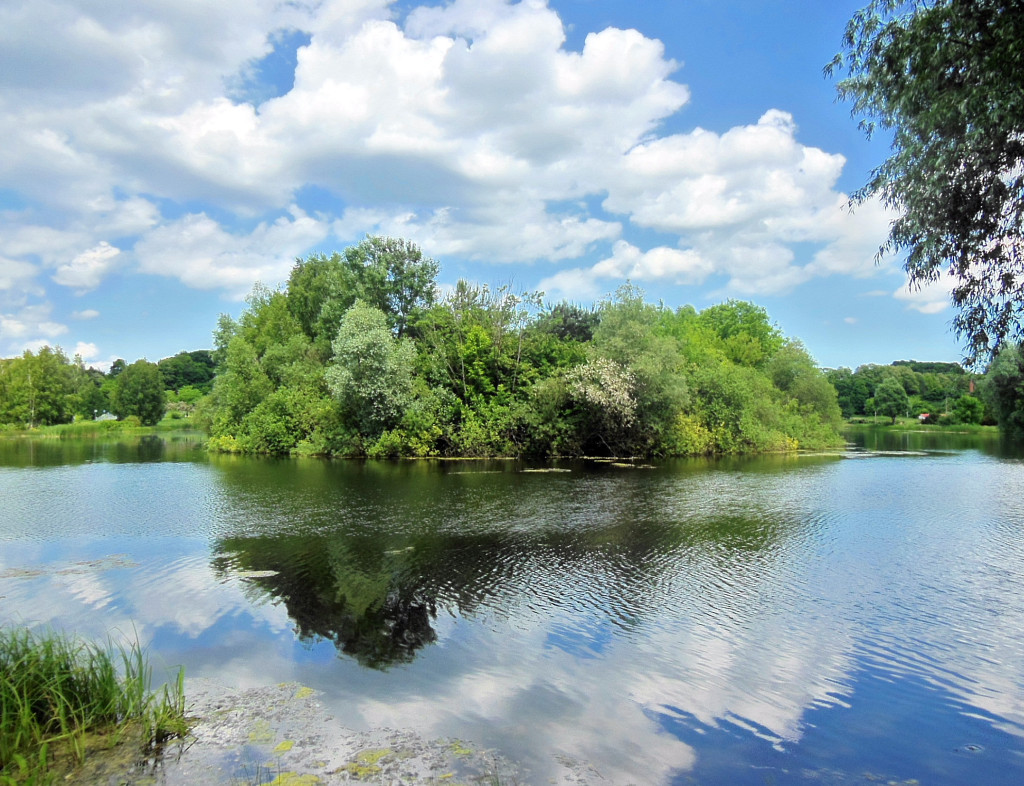
Ptasia wyspa

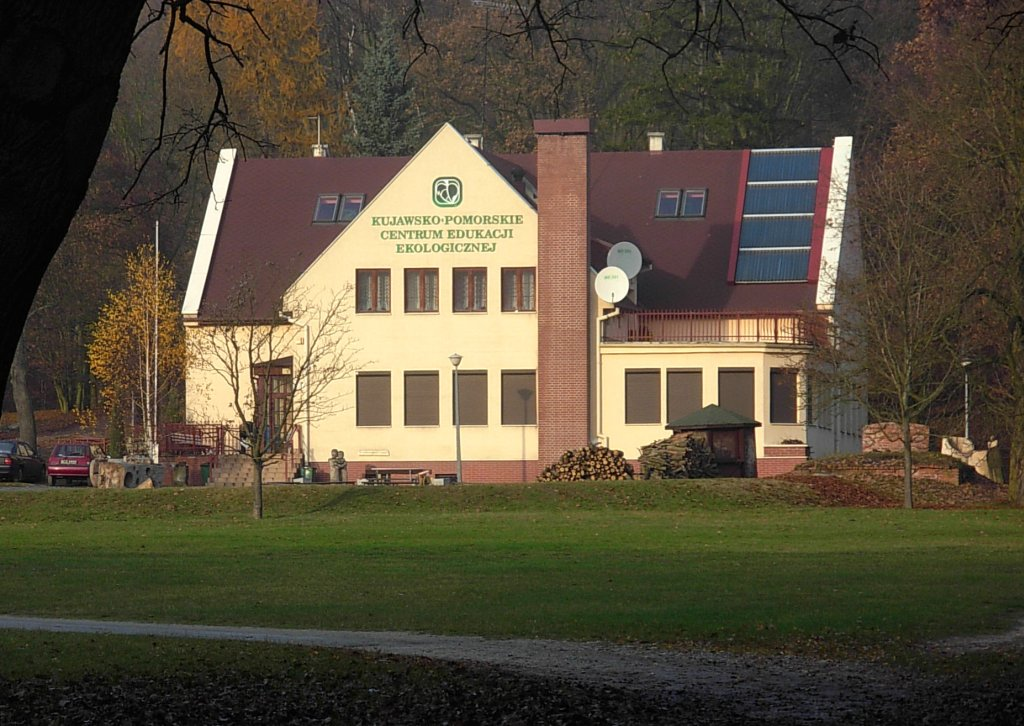
Kujawsko-Pomorskie Centrum Edukacji Ekologicznej

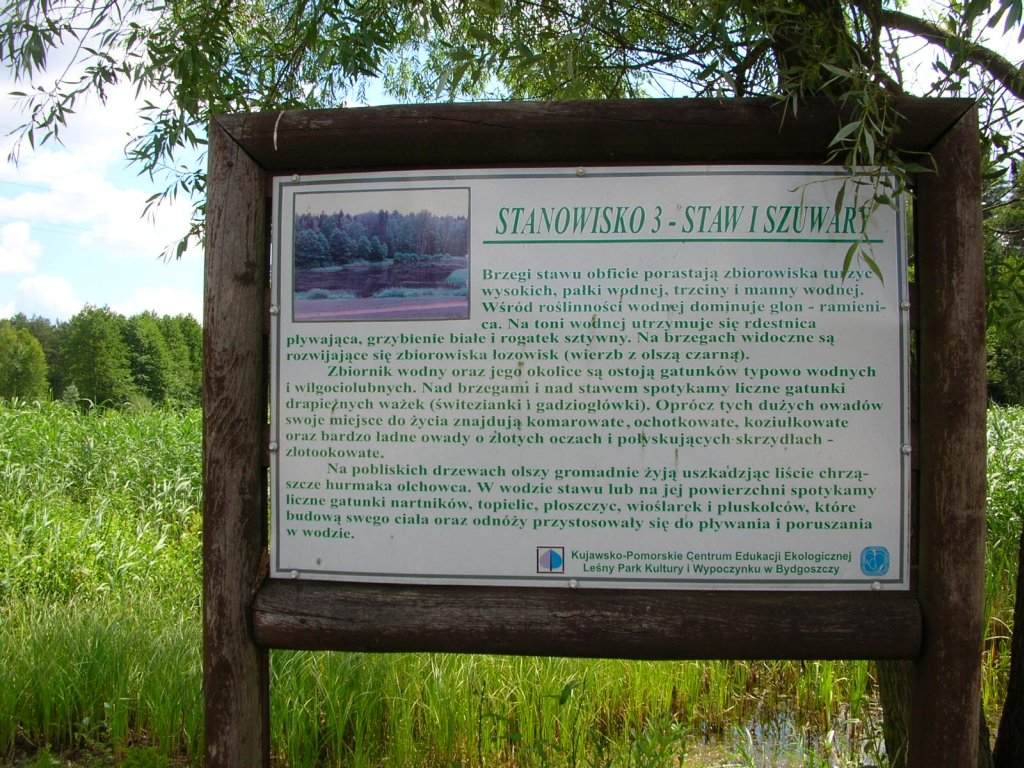
Przystanek ścieżki „Szuwary”

Ośrodek rekreacji konnej powstał w 1982 r. Prowadzona jest w nim nauka jazdy konnej, organizowane są obozy jeździeckie, biegi myśliwskie, kuligi, przejazdy bryczką i wierzchem. Prowadzi też pensjonat dla koni prywatnych. Na terenie Ośrodka ma swoją siedzibę Towarzystwo Hipoterapeutyczne, które służy pomocą dzieciom niepełnosprawnym – szczególnie tym z porażeniem mózgowym – prowadząc dla nich zajęcia rehabilitacyjne. Ośrodek organizuje m.in. coroczne Mistrzostwa Polski w powożeniu zaprzęgami konnymi, a także zawody w skokach przez przeszkody, biegi myśliwskie „Hubertusy” i inne. Ośrodek wyposażony jest w stajnie dla 50 koni, dwie kryte ujeżdżalnie umożliwiające prowadzenie zajęć również jesienią i zimą, padoki, wybiegi dla koni, parkur z przeszkodami oraz powozownię z ciekawymi eksponatami. Terenowe przeszkody crossowe, jedyne w województwie kujawsko-pomorskim, umożliwiają organizowanie zawodów we Wszechstronnym Konkursie Konia Wierzchowego. Od 2011 r. operatorem stadniny jest Caritas Diecezji Bydgoskiej.

### Ptasia wyspa
We wschodniej części Jeziora Myślęcińskiego, w pobliżu mola i kompleksu gastronomicznego LPKiW znajduje się owalna wyspa o wymiarach 169 × 73 i powierzchni 0,99 ha. Znaczna część linii brzegowej porośnięta drzewami i krzewami, wśród których dominuje sosna zwyczajna, brzoza brodawkowata, wierzba szara i wierzba wiciowa, a ponadto szuwarami z trzciny pospolitej, pałki szerokolistnej oraz wierzby.
Na wyspie od końca marca do lipca znajduje się największa w województwie kujawsko-pomorskim kolonia lęgowa mewy śmieszki i rzadkiej rybitwy rzecznej. W ciągu kilku miesięcy setki głośno zachowujących się ptaków krążą wokół wyspy na jeziorze, stanowiąc atrakcję przyrodniczą. Lęgi na wyspie pierwszy raz odnotowano w 1998 r., w kolejnych latach kolonia rozrosła się do ok. 1,8 tys. par śmieszek. Gniazda posadowione są w głębi wyspy w niezwykłym zagęszczeniu. W kwietniu samice mew wysiadują jaja, zaś w pierwszej dekadzie maja wykluwają się z nich pierwsze pisklęta. W listopadzie ptaki te odlatują na zimowiska w Niemczech lub Holandii, zaś powracają w marcu w celu budowy gniazd, składania jaj i wychowywania potomstwa. Miesiąc po lęgu mew śmieszek następuje okres lęgowy rybitw rzecznych. Na wyspie każdego roku przystępuje do rozrodu 110-120 par tych ptaków, wobec populacji 4 tys. na terenie całej Polski. Oznacza to, że jest to niezwykle ważna ostoja dla tego gatunku w skali całego kraju.

### Kujawsko-Pomorskie Centrum Edukacji Ekologicznej
Kujawsko-Pomorskie Centrum Edukacji Ekologicznej zostało założone w 1994. Początkowo mieściło się nad stawem myślęcińskim, a w 1999 r. zostało przeniesione do budynku dawnej leśniczówki „Zacisze”. Centrum jest wyposażone w pracownię komputerową, salę audiowizualną, mikroskopową, laboratorium chemiczne i noclegownię dla 35 osób. Ośrodek współpracuje ze środowiskiem akademickim Bydgoszczy, wydając wiele publikacji naukowych poświęconych ekologii. Patronuje też cyklicznym imprezom edukacyjno-rekreacyjnym takim jak „Święto wiosny”, „Dzień Ziemi” i „Z ekologią bez granic”. Zajmuje się nauczaniem przyrody i kształtowaniem zachowań proekologicznych wśród młodzieży. Służą temu m.in. specjalne ścieżki ekologiczne z tablicami informacyjnymi o florze i faunie parkowej. Jest organizatorem wielu imprez, akcji, wystaw, konkursów i sesje naukowych o zasięgu miejskim i regionalnym.

### Ekologiczne ścieżki dydaktyczne
W parku utworzono siedem ścieżek dydaktycznych.
- Przyrodnicza ścieżka dydaktyczna „Zacisze” – prezentuje naturalne zbiorowiska roślin Niżu Polskiego m.in. naturalne zbiorowiska leśne, zwierzęta leśne, sposoby wykorzystywania gospodarczego lasu, infrastrukturę ochrony przyrody. Położona na krawędzi pradoliny, wśród jarów, wąwozów, stawów i źródliska „Zacisze”[26].
- Ścieżka dydaktyczna dla niewidomych w Ogrodzie Botanicznym (jedyna w Polsce). Wzdłuż 300-metrowej barierki nasadzono ok. 150 roślin. Każda opatrzona jest “metryczką” zapisaną Alfabetem Braille’a.
- Ścieżka dydaktyczna „Poznajemy ssaki” – położona w zoo, umożliwia bliższe poznanie ssaków (m.in. niedźwiedzie, rysie, wilki, żubry, sarny, jelenie, dziki, muflony, daniele, lisy, jeże, kuny, tchórze, bobry, borsuki, żbiki, zające, wydry, wiewiórki).
- Ścieżka dydaktyczna „Poznajemy drzewa” – prowadzi przez tereny Ogrodu Botanicznego. Drzewa poznawane są w ich naturalnych siedliskach (grądy, łęgi, buczyny itd.). Ścieżka uczy rozpoznawania pospolitych gatunków, takich jak: lipa, wierzba, brzoza, klon, dąb, buk, świerk, modrzew i wiele innych.
- Ścieżka dydaktyczna „Szuwary” – prowadzi wokół największego (10,5 ha) zbiornika w Leśnym Parku i ma na celu zilustrowanie najważniejszych właściwości ekosystemów i roślin pobrzeża wód otwartych. Przebiega na odcinku 1,5 km, od pomostu przy nabrzeżu sąsiadującym z terenami wystawowymi w Myślęcinku, dalej przez most na stawie i kończy się w Centrum Edukacji Ekologicznej.
- Entomologiczna ścieżka dydaktyczna – trasa ścieżki ma długość około 1 km i przebiega w pobliżu siedziby Kujawsko-Pomorskiego Centrum Edukacji Ekologicznej. Pozwala na zapoznanie się w terenie z owadami czterech różnych typów siedlisk (las, polana śródleśna, staw i szuwary, nasłoneczniona łąka), a podczas pobytu w pracowni Centrum – na dokładne poznanie morfologii, biologii i znaczenia owadów.
- Ornitologiczna ścieżka dydaktyczna „Ptaki Leśnego Parku” – ścieżka prowadzi przez różnorodne środowiska: las, łąki, szuwary i brzeg stawu, gdzie można obserwować odpowiadające im gatunki i zachowania ptaków.
- Agrobotaniczna ścieżka dydaktyczna

### Myślęcińska Kolej Parkowa

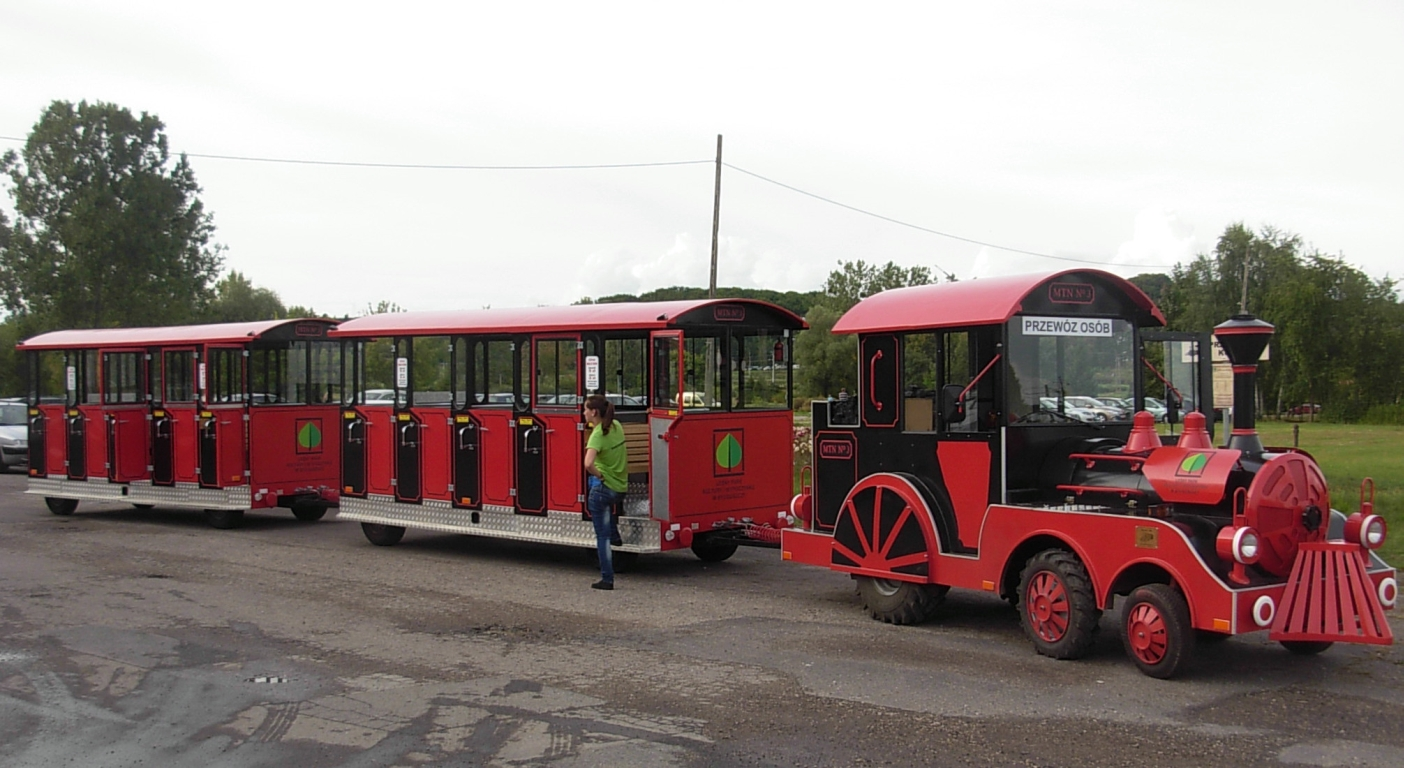
Kolejka kołowa

Kolejka o szerokości 600 mm (takiej samej, jak kursująca m.in. do Biskupina Żnińska Kolej Powiatowa) istniała w latach 1996-2011 r. Pierwszy odcinek linii (Las Gdański – Myślęcinek) oddano do użytku 28 kwietnia 1997 r. Dokładnie 4 lata później oddano do użytku odcinek Myślęcinek – Zacisze o długości 1160 m. Kolejka kursowała w sezonie co godzinę na trasie Las Gdański (lunapark) – Myślęcinek (dawne tereny wystawowe) – Zacisze (poniżej 4 km), umożliwiając dojazd do krańców parku osobom niezmotoryzowanym. Docelowo kolejka miała stworzyć trasę opasującą cały park w kształcie okręgu. 8 września 2011 r. w wyniku nocnego pożaru „parowozowni” Myślęcińskiej Kolejki Parkowej spłonęły lokomotywy, wagoniki oraz zaplecze techniczne. 
28 lipca 2012 r. uruchomiono stylizowaną kolejkę kołową, której trasa zatacza pętlę wokół Myślęcinka.

### Park Rozrywki
Otwarto go w 1980 r. Jest położony w południowej, zalesionej części parku i posiada powierzchnię 20 ha. Działalność rozrywkowa trwa od 15 kwietnia do 15 października. Wyposażenie stanowią m.in. dmuchany „pałac”, „ślizg Gigant”, „autodrom”, kilka karuzel dla młodszych i starszych m.in. typu „trabant”, kolejka górska „smok”, rollercoaster, łódź pirata, gabinet luster, mała kolejka szynowa i wiele innych. Na miejscu istnieje plac zabaw dla dzieci, obiekty gastronomiczne. W 2008 r. powstał park miniatur oraz siłownia pod gołym niebem, a w 2010 r. park linowy (w 2020 roku zbudowano całkiem nowe trasy). W 2012 r. na terenie Parku Rozrywki otwarto „Makroświat”, którego pierwszymi elementami było 16 modeli owadów, które w powiększeniu pokazują szczegóły anatomiczne m.in. biedronki, modliszki, pająka.

### Zaginiony świat

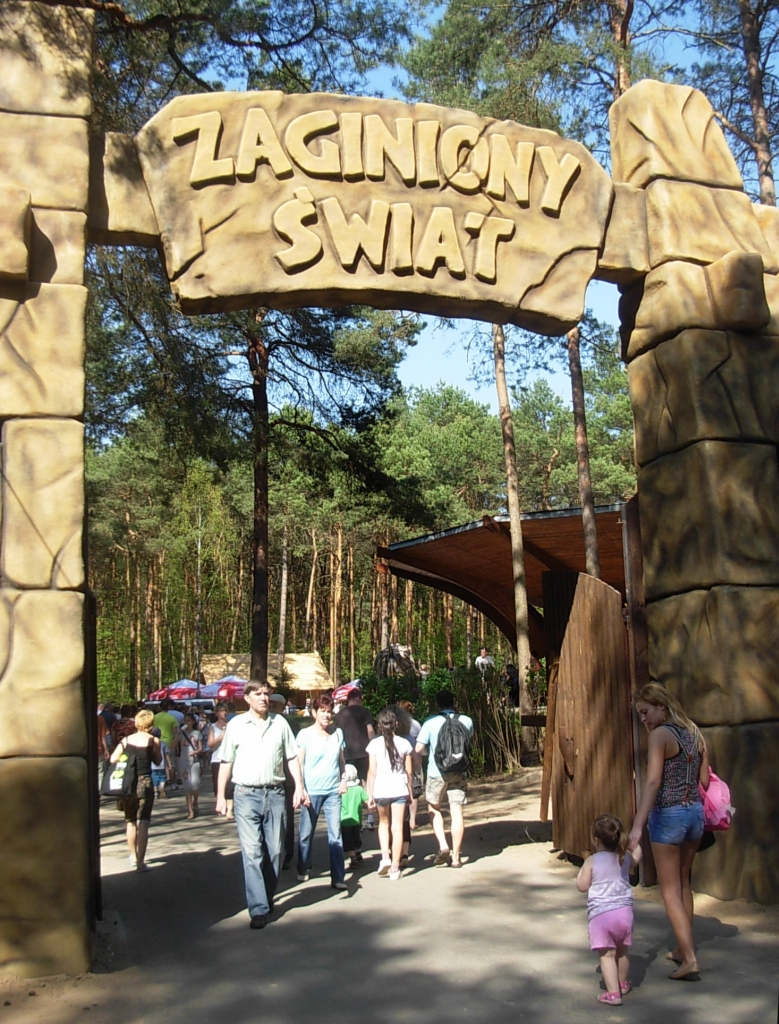
Brama do „Zaginionego świata”

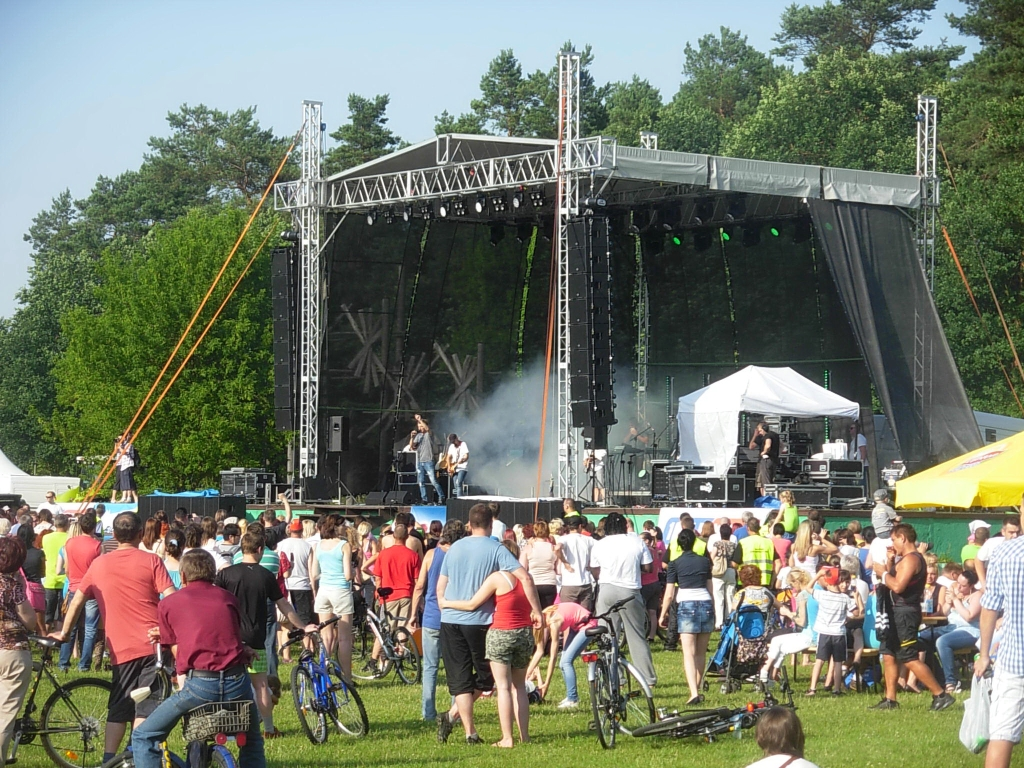
„Powitanie Lata” na Różopolu

W pobliżu lunaparku, na terenie leśnym o pow. 5 ha w maju 2012 r. otwarto park jurajski „Zaginiony świat” z 40 figurami dinozaurów, z których np. diplodok mierzy 27 m wysokości. Oprócz modeli prehistorycznych gadów, które można także usłyszeć za sprawą projekcji dźwiękowych, znajduje się tu Muzeum Paleontologiczne z wystawą skamielin z poszczególnych okresów historycznych Ziemi, modele prehistorycznych ssaków oraz przedstawicieli zaginionych cywilizacji. Znajdująca się tu ścieżka edukacyjna wyposażona jest w tablice opisujące poszczególne okresy geologiczne historii Ziemi. Można tu także zostać poszukiwaczem bursztynu w Bursztynowym Labiryncie, a w Makroświecie przyjrzeć się z bliska stawonogom.

### Polana „Różopole”
Jest to duża polana śródleśna, położona w pobliżu Ogrodu Zoologicznego, gdzie zbudowana jest stała scena. Powstała pod koniec lat 70. XX w. wskutek pożaru, który pochłonął ok. 5 ha młodych drzew. Dyrekcja parku zaadaptowała pogorzelisko dla organizowania imprez masowych, zaś nazwa wiąże się z polem róż, które także w tym miejscu planowano. 
Od lat 80. XX w. miejsce to służy organizacji corocznych imprez plenerowych m.in. „Powitanie” i „Pożegnanie Lata” z udziałem znanych zespołów muzycznych i wokalistów, a także wypoczynkowi i rekreacji sportowej mieszkańców. W latach 2003–2008 na „Różopolu” występowali m.in. Myslovitz, Lady Punk, Urszula, Michał Milowicz, Blue Cafe, Zbigniew Wodecki, Monika Brodka, Krzysztof Krawczyk, Ewelina Flinta, Ryszard Rynkowski, Natalia Kukulska, Kombi II, Golec Orkiestra oraz liczne kabarety.
W 2023 roku na Różopolu oddano do użytku tężnię.

### Całoroczne Centrum Rekreacji
Na obszarze całego parku znajdują się m.in. korty tenisowe, boiska, ścieżka zdrowia, stanowiska dla wędkarzy, 9-dołkowe pole golfowe oraz Akademia Golfa z mini-polem golfowym. Od 2012 r. funkcjonuje wakepark składający się z wyciągu pozwalającego na pływanie na nartach wodnych i wakeboardzie, jak również wypożyczalnia sprzętu wodnego (łodzie, kajaki). W okresie zimowym oferta obejmuje stok narciarski z trzema trasami, tor saneczkowy, snowpark, trasę do zjazdów na pontonach, trasę do biegów narciarskich wiodącą dookoła stawów myślęcińskich. Na terenie LPKiW znajdował się kryty (od 2007 r.) skatepark, lecz w 2016 roku spłonął najprawdopodobniej z powodu źle zgaszonego papierosa.

### Uroczysko „Zacisze”
Znajduje się w północno-zachodniej części parku. Jest to szeroki parów utworzony we Wzgórzach Myślęcińskich, którego głównym akcentem jest polana u stóp zalesionych grądami wzgórz. Znajduje się tu źródełko wody podziemnej (pomnik przyrody, wydajność 2 litrów na minutę), które zasila system trzech kaskadowych stawów, przyrodnicza ścieżka dydaktyczna, a w pobliżu budynek Kujawsko-Pomorskiego Centrum Edukacji Ekologicznej. W sąsiedztwie znajduje się buczyna pomorska – jedna z niewielu enklaw tego ekosystemu w okolicy Bydgoszczy. Miejsce to dość często odwiedzają dzikie zwierzęta (sarny, dziki, zające), które można na żywo obserwować. Z polany można udać się na ścieżkę edukacyjną „Zacisze”, wzdłuż której postawiono tablice informujące na temat cech i walorów miejscowego ekosystemu.

### Góra Myślęcińska

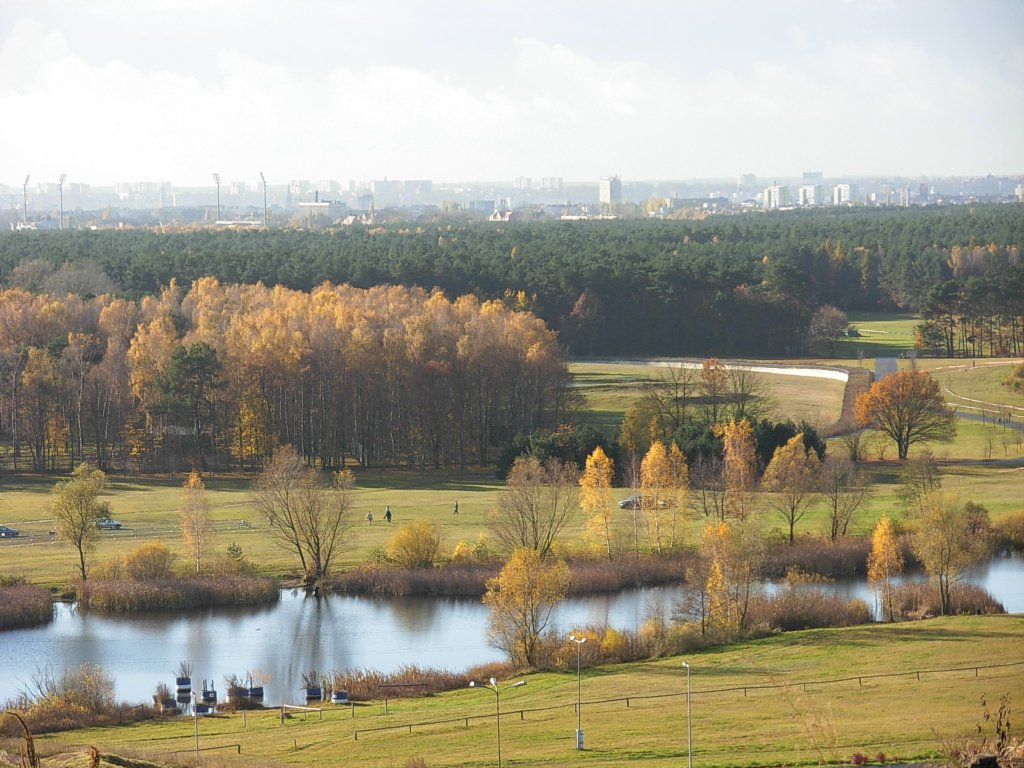
Widok z Góry Myślęcińskiej

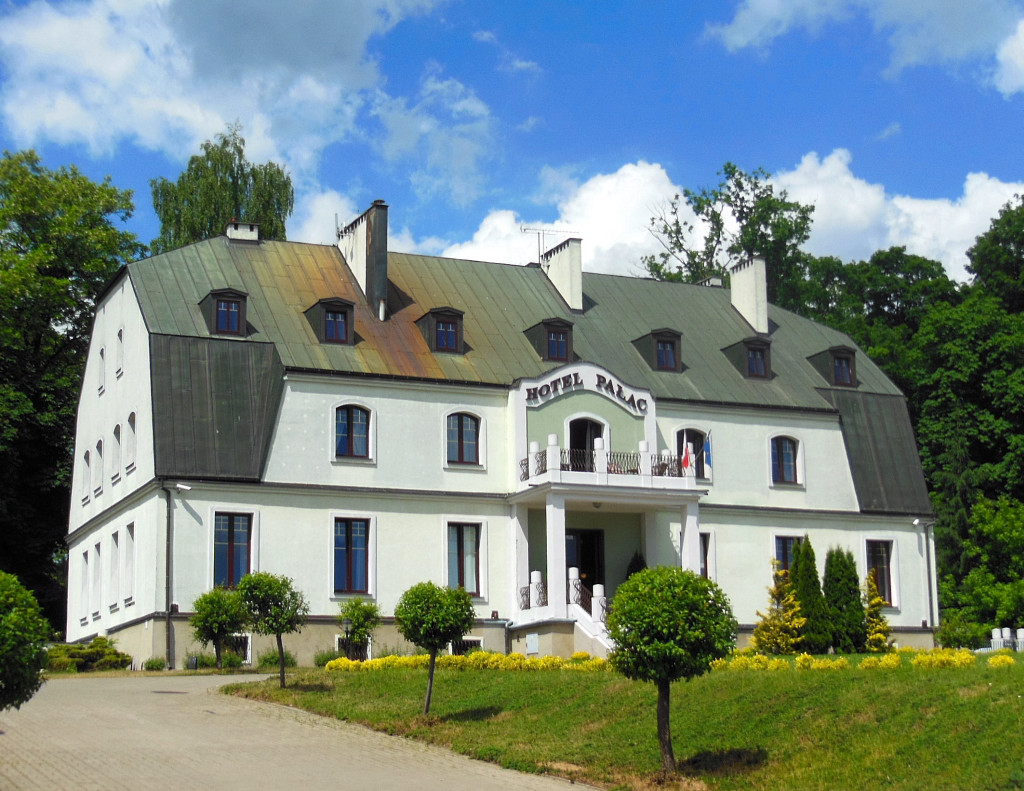
Hotel Pałac – dawny dwór właścicieli majątku Myślęcinek

Jest to jedno ze wzgórz Zbocza Fordońskiego, na którym urządzono tor zjazdowy dla narciarzy, snowboardzistów i saneczkarzy, a także tor zjazdowy dla rowerzystów. Nartostrada ma długość 230 m i do dyspozycji posiada 3 wyciągi, w tym jeden podporowy. Ze wzgórza rozpościera się rozległa panorama Bydgoszczy. Droga na wzgórze od strony Ogrodu Botanicznego prowadzi przez głazowisko urządzone na wzór kamiennego kręgu w Odrach (Bory Tucholskie). Góra Myślęcińska ma wysokość 97 m n.p.m., ale w latach 2007–2010 została w podwyższona do 107 m n.p.m., co stanowi najwyższą kulminację topograficzną na terytorium Bydgoszczy.

### Rzeźby
Na terenie parku corocznie w maju/czerwcu odbywają się warsztaty szkół plastycznych pod nazwą Ogólnopolski Plener Rzeźbiarski, organizowane przez Państwowy Zespół Szkół Plastycznych im. Leona Wyczółkowskiego w Bydgoszczy. Uczniowie tworzą rzeźby z drewna, które mają formę pomników lub też fantazyjnie ukształtowanych ławek dla spacerowiczów. Twórczość ta pozostaje w parku upiększając alejki spacerowe i stanowiąc atrakcję m.in. dla dzieci. W 2012 r. w imprezie brało udział 49 uczestników z 11 szkół plastycznych w Polsce.

### Centrum wystawienniczo-targowe
W 2008 r. na północnych obrzeżach parku rozpoczęto budowę centrum wystawienniczo-targowego. Począwszy od 2009 r. corocznie w maju odbywały się tu Międzynarodowe Targi „WOD-KAN”. Od 2010 centrum wykorzystywane jest nie tylko dla organizacji imprez gospodarczych, ale również kulturalnych i rozrywkowych. W 2014 r. przystąpiono do budowy hali wystawienniczej u zbiegu ulic Gdańskiej i Rekreacyjnej, którą otwarto 24 września 2015 jako Bydgoskie Centrum Targowo-Wystawiennicze.

### Tereny handlowo-wystawowe
Tereny te znajdowały się w północno-wschodniej części parku, wzdłuż ul. Gdańskiej. W 1972 r. wzniesiono tu pawilony wystawowe na uroczystość centralnych dożynek, na których gościły elity państwowe, m.in. ówczesny I sekretarz KC PZPR Edward Gierek. W latach 80. w pawilonach eksponowano wystawy stałe i czasowe, a w ich otoczeniu urządzono m.in. baseny otwarte. W latach 2006–2010 tereny przeznaczono pod budowę dużego aquaparku, który ostatecznie nie powstał. W 2016 rozebrano od dawna nieużywany mikroblok z wielkiej płyty, który w 2021 stał się bohaterem mediów społecznościowych.

### Część gastronomiczna i hotelowa
W części wschodniej i północnej parku znajdują się stałe (np. Karczma Kujawska) i sezonowe obiekty gastronomiczne oraz trzygwiazdkowy hotel „Pałac”. Nad stawem parkowym zbudowano molo, przy którym w sezonie odbywają się koncerty i różnorodne imprezy plenerowe.

### Ogród Botaniczny IHAR
Przy północnej granicy parku znajduje się Ogród Botaniczny należący do Instytutu Hodowli i Aklimatyzacji Roślin. Istnieje w Bydgoszczy od 1951 r., a w Myślęcinku od 1977 r. Jest to ogród specjalistyczny, gromadzący określone kolekcje roślinne: traw, roślin użytkowych, energetycznych oraz gatunków dla celów rekultywacji terenów poprzemysłowych. Służy także działalności dydaktyczno-wychowawczej, popularyzatorskiej i rekreacyjnej. W ogrodzie znajduje się najbogatsza w Polsce kolekcja odmian traw, licząca 650 gatunków, która w 2007 r. uzyskała tytuł „Narodowej kolekcji traw i turzyc”.

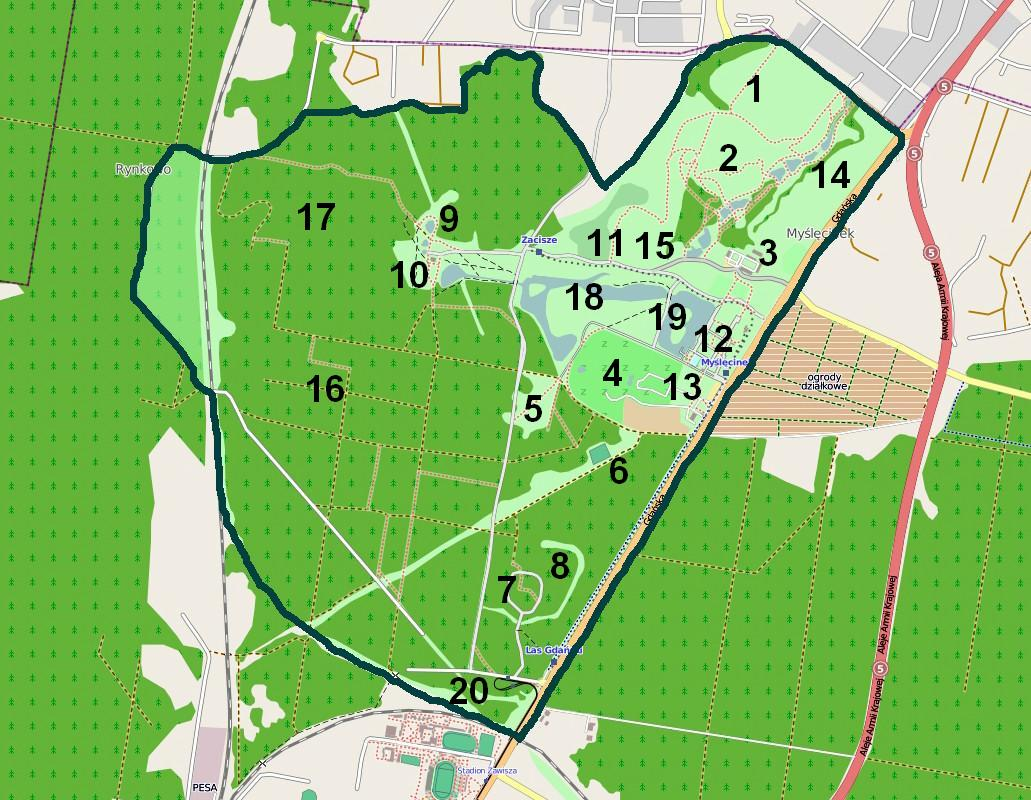
Schemat Leśnego Parku Kultury i Wypoczynku w Bydgoszczy
1 – Ogród Botaniczny Instytutu Hodowli i Aklimatyzacji Roślin
2 – Miejski Ogród Botaniczny (60 ha), mieści m.in. arboretum, alpinarium, ścieżkę edukacyjną dla niewidomych
3 – Ośrodek Rekreacji Konnej, obok hotel „Pałac”
4 – Ogród Fauny Polskiej Zoo (14 ha), mieści m.in. dział zwierząt krajowych, egzotycznych, minizoo, terrarium i wisłarium (w budowie)
5 – Polana Różopole służąca imprezom masowym
6 – Korty tenisowe
7 – Park Rozrywki, mieści m.in. lunapark, ogród miniatur, siłownię, park linowy, „makroświat” z modelami owadów
8 – Zaginiony Świat – park dinozaurów z modelami prehistorycznych gadów, ssaków i przedstawicielami zaginionych cywilizacji
9 – Uroczysko Zacisze, stawy i źródełko
10 – Bydgoskie Centrum Edukacji Ekologicznej
11 – Całoroczne Centrum Rekreacji (m.in. pole golfowe, wyciąg narciarski, tor saneczkowy, wypożyczalnia rowerów, ściana wspinaczkowa)
12 – Tereny gastronomiczne i wystawowe
13 – Skatepark kryty
14 – Bydgoskie Centrum Wystawienniczo-Targowe
15 – Góra Myślęcińska
16 – Strefa ciszy z traktami leśnymi i ścieżką zdrowia
17 – Dolinki Myślęcińskie porośnięte grądem
18 – Staw parkowy z molo, wakeparkiem, wypożyczalniami łodzi i kajaków
19 – Ptasia wyspa z koloniami lęgowymi rybitwy rzecznej i mewy śmieszki
20 – Pętla tramwajowa (nr 1, 2, 10), parkingi

## Szlaki turystyczne

### Szlaki piesze
Przez Leśny Park Kultury i Wypoczynku wiedzie szereg szlaków turystycznych, m.in.  szlak Brdy wiodący z Brdyujścia do Smukały, a następnie wzdłuż Brdy i Zalewu Koronowskiego do Konarzyn. Kolejny z nich to  szlak turystyczny im. dr S. Meysnera rozpoczynający się przy pętli tramwajowej LPKiW wiodący do szpitala Gruźliczego w Smukale Górnej. W parku rozpoczyna się również  pieszy szlak turystyczny im. Jeremiego Przybory prowadzący wzdłuż Zbocza Fordońskiego do Mariampola.

### Turystyka rowerowa
Dla kolarzy udostępnione są w parku: alejki i dukty leśne, tor crossowy dla jazdy ekstremalnej na stoku Góry Myślęcińskiej (250 m) oraz tor kolarstwa górskiego w pobliżu Centrum Edukacji Ekologicznej. W obrębie LPKiW wytyczono także drogi rowerowe wzdłuż ul. Hipicznej (3 km) i Gdańskiej (1,5 km). Przed wejściem do skateparku mieści się wypożyczalnia rowerów typu holenderskiego, pojazdów trzy- i czterokołowych oraz rolek. W 2022 rozpoczęto budowę drogi rowerowej o długości 2,3 km, biegnącej wzdłuż północnej granicy parku. Koszt prac to 4,7 mln zł przy dofinansowaniu ze środków UE w wysokości 2,4 mln zł.

## Ukształtowanie terenu
Z morfologicznego punktu widzenia teren parku i jego najbliższe okolice należą do kilku jednostek fizycznogeograficznych.
Południowe tereny leżą w pradolinie Toruńsko-Eberswaldzkiej, w obrębie mezoregionu Kotlina Toruńska i mikroregionu Terasa Bydgoska, zaś północne należą do Pojezierzy Południowopomorskich, w obrębie mezoregionów: Wysoczyzny Świeckiej i Doliny Brdy (zachodnie obrzeża parku). Granicą podprowincji Niżu Środkowoeuropejskiego w obrębie parku jest Zbocze Fordońskie, które stanowi malowniczą krawędź wysoczyzny o wysokości względnej ponad 40 m, poprzecinaną formami erozyjnymi i dolinkami odwadnianymi przez cieki wodne.

### Historia geologiczna
Ukształtowanie terenu parku miało miejsce podczas wycofywania się lodowca na linię moren pomorskich 15 tys. lat temu. Powstała wówczas Pradolina Toruńsko-Eberswaldzka, której dno w Myślęcinku osiągnęło wysokość 52–55 m n.p.m., podczas gdy wysoczyzna morenowa wznosiła się na poziomie 92–97 m n.p.m. Zachodnie rubieże parku objęły dolinę sandrową Brdy, powstałą wskutek spływu wód roztopowych z północy ku pradolinie. Po ostatecznym ukształtowaniu przełomu dolnej Wisły pod Fordonem ok. 12 tys. lat temu, ustała erozja wód płynących rzeźbiąca pradolinę, natomiast wzmogły się procesy denudacyjne i eoliczne przekształcające glacjalne formy terenu. Wskutek erozji zbocza powstał system dolinek erozyjnych, o dużej długości i głębokości. U ich wylotu wypłukany przez cieki materiał osadził się w postaci stożkow napływowych. Natomiast na terasie pradolinnej w południowej części parku występują niewielkie wały wydmowe, usypane przez wiatry przed utrwaleniem form terenu przez szatę roślinną.

### Rzeźba terenu
Na terenie parku można wyróżnić następujące formy rzeźby terenu:
- obszar terasy pradolinnej położony średnio na wysokości 55 m ponad poziomem morza,
- obszar wysoczyzny morenowej o przeciętnej wysokości bezwzględnej od 90 do 95 m,
- strefa zboczowa wysoczyzny morenowej o zróżnicowanej rzeźbie, gdzie deniwelacje dochodzą do 37 m i mają nachylenie w granicach 30-35°.

Poziom terasowy jest płaski, a niewielkie urozmaicenie rzeźby związane jest z pagórkami pochodzenia eolicznego o wysokości 2,5–3 m (56,9 m n.p.m.) występującymi w części południowej, np. w obrębie Parku Rozrywki oraz niewielkimi obniżeniami w części zachodniej Parku, z których najniższe osiąga 50 m n.p.m.
Wysoczyzna morenowa cechuje się większym zróżnicowaniem rzeźby terenu, ponieważ występuje tu większa ilość form wypukłych i wklęsłych. Wysokości względne są jednak niewielkie i nie przekraczają 4 m. W związku z niewielkimi nachyleniami oraz „maskującym” deniwelacje lasem – są one również słabo widoczne. Na tym terenie, na zachód od trasy do Niemcza występuje najwyższy punkt na terenie Parku osiągający wysokość 97,7 m n.p.m. (nie licząc sztucznie podwyższonej Góry Myślęcińskiej, która osiąga 107 m n.p.m.).
Strefa zboczowa wysoczyzny morenowej charakteryzuje się największym zróżnicowaniem rzeźby terenu. Powodują je przede wszystkim dolinki erozyjne, którymi obecnie lub w niedalekiej przeszłości geologicznej płynęły strumienie doprowadzające do pradoliny. Największe pod względem długości i szerokości występują w obrębie Ogrodu Botanicznego (Struga Myślęcińska, Struga Zacisze), przy czym ich górne źródliskowe odcinki znajdują się poza granicami parku. Obie dolinki przecina północny odcinek obwodnicy parkowej.

### Dolinki

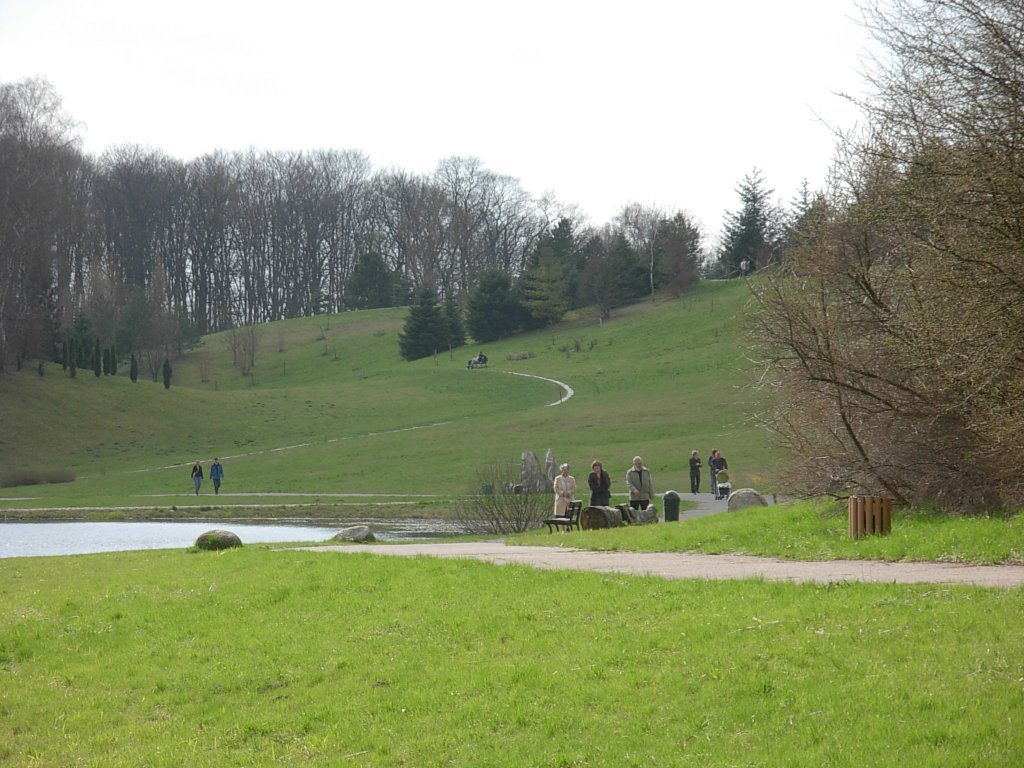
Zbocze dolinki Strugi Myślęcińskej

Zbocze Fordońskie na terenie parku charakteryzuje się silnymi rozcięciami erozyjnymi, powstałymi w klimacie peryglacjalnym. Do największych utworów tego typu należą: dolinki: Strugi Myślęcińskiej, Strugi Zacisze, Strugi Rynkowskiej oraz dolinka Przy Torach. Ich rozgałęzienia powodują znaczne zróżnicowanie rzeźby terenu, biotopów, co skutkuje dużym zróżnicowaniem zbiorowisk roślinnych i krajobrazu.
Dolinka Strugi Myślęcińskiej ma długość ok. 1,3 km i charakteryzuje się wyraźnie wykształconym dnem, którego szerokość waha się w granicach 120–130 m. Jest ona zaadaptowana jako element Ogrodu Botanicznego, a w jej dnie wykształcono stawy kaskadowe.
Dolinka Strugi Zacisze, której długość przekracza nieco 2 km, ma mniej wyraźnie wykształcone dno. Można je wyróżnić tylko w odcinku górnym – w pobliżu obwodnicy oraz w odcinku ujściowym. Dolinka „Zacisze” w odcinku górnym „wcina” się w wysoczyznę, dość stromymi choć niezbyt głębokimi wąwozami. Tworzy równocześnie rozległe dno o szerokości 50–250 m i długości ok. 300 m.
Dolinki położone na zachód od promenady parkowej, na terenie zalesionym, są znacznie krótsze i nie prowadzą wody poza krótkim okresem wiosennym. Długość największych z nich waha się w granicach ok. 300–600 m. Z uwagi na bogate siedliska leśne, zróżnicowaną rzeźbę terenu, wysięki wód podziemnych, są potencjalnym obiektem do objęcia ochroną w rezerwacie częściowym.
Kolejne rozcięcie tworzy dolinka, której ujście na terasę pradolinną znajduje się niedaleko torów kolejowych. W odcinku górnym jej przebieg jest równoległy do zbocza wysoczyzny. Dno jest słabo wykształcone, natomiast deniwelacje dochodzą do 25 m, a zbocza mają znaczne nachylenie. W odcinku dolnym dolinka rozszerza się, a dno ma ok. 60–70 m szerokości.
Najdalej na zachód położoną dolinkę Strugi Rynkowskiej w odcinku górnym zniszczono poprzez wykonywanie szerokich wykopów w związku z budową torowiska. W odcinku środkowym i dolnym dolinka ta ma niewielką głębokość i łagodnie nachylone zbocza. Uchodzi ona na terasę pradolinną w pobliżu obwodnicy parkowej.

### Wody

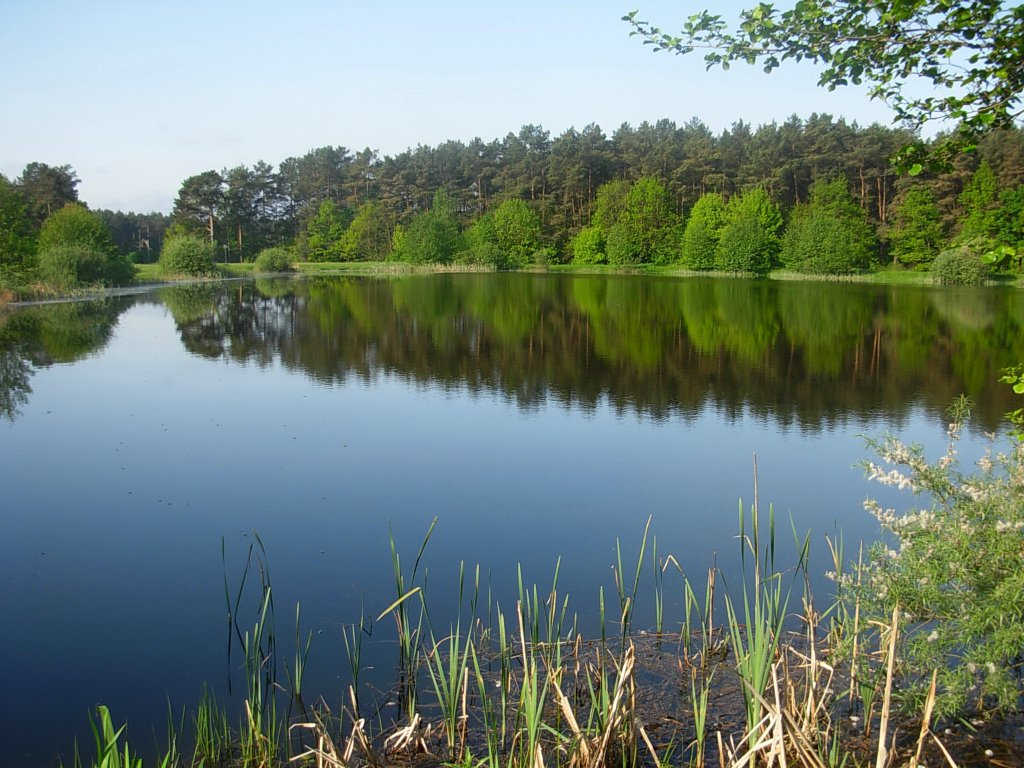
Fragment Jeziora Myślęcińskiego

Utworzone zbiorniki wodne w dolinkach: Myślęcińskiej i Zacisze, na terenie Ogrodu Fauny Polskiej oraz jedyny większy zbiornik wodny na terasie pradolinnej usytuowany u podnóża zbocza, stanowią istotny element ukształtowania terenu Parku. Stawy w dolince Myślęcińskiej (11) i Zacisze (2) powstały głównie w wyniku przegrodzenia koryt strumieni, co spowodowało spiętrzenie wody, powstanie kilkunastu małych zbiorników o łącznej powierzchni 8,3 ha i zalanie fragmentów dna dolinek.
Na przestrzeni 1 km różnica wysokości między nimi wynosi 20,5 m. Przegrody mają charakter budowli kamienno-ziemnych. Powierzchnia stawów waha się w granicach od ok. 3700 m² do ok. 500 m², a ich głębokość nie przekracza 2 m.
Główny staw parkowy zajmuje powierzchnię 10,2 ha, zaś długość jego linii brzegowej wynosi 4,15 km. Rozciąga się wzdłuż podnóża zbocza wysoczyzny, od terenów wystawowych, aż do promenady parkowej. Jest on rozczłonkowany na zbiornik zachodni i wschodni, w obrębie którego znajduje się tzw. „ptasia wyspa”. Średnia głębokość stawu wynosi 0,7–1,3 m, zaś wartość maksymalna 3 m. Jezioro zasilane jest za pomocą systemu podziemnych kanałów, wodami strug: Myślęcińskiej, Zacisze oraz rowu Zacisze.
W Zboczu Fordońskim, a zwłaszcza w dolinkach erozyjnych występują wysięki wód podziemnych z niszami źródliskowymi. Są to elementy biotopu ważne pod względem przyrodniczym.

### Przekształcenia antropogeniczne
Przeprowadzenie ciągów komunikacyjnych, głównie dróg kołowych, torów kolejowych i ścieżek dla pieszych wymagało złagodzenia dużych spadków lub wykonania wykopów czy nasypów. Ten typ zabiegów widoczny jest na terenie Ogrodu Botanicznego, gdzie w celu ułatwienia zwiedzania, spacerów utworzono system ścieżek – ciągów spacerowych. Podobne zmiany, chociaż o większym natężeniu, widoczne są we wschodniej części parku. Morfologicznymi formami terenu utworzonymi przez człowieka są także: nasyp kolejowy na całym odcinku przebiegu przez park, nasyp ciągnący się na krótkim odcinku promenady parkowej oraz wąwóz, którym przebiega torfowisko w zachodniej części parku.

### Gleby
Dolny taras Myślęcinka zbudowany jest z piasków przewarstwionych żwirami o miąższości ponad 60 m. Wykształciły się tu gleby bielicowe, rdzawe bielicowane, a na niewielkiej powierzchni gleby płowe. Lokalnie w wyniku akumulacji namułów organicznych na liniach spływu wód, występują czarne ziemie i gleby murszowe. W strefie przyzboczowej występują gleby deluwialne o dobrych właściwościach troficznych. Z kolei na wysoczyźnie, zbudowanej na glinie morenowej dominują gleby brunatne właściwe, kwaśne i wyługowane, brunatne bielicowane i płowe.

## Różnorodność przyrodnicza
Park charakteryzuje się dużą różnorodnością biologiczną, co jest następstwem znacznej zmienności siedlisk w poszczególnych jego obszarach. Występują tu niemal wszystkie środowiska leśne: od łęgów po bory, zbiorowiska bagienne oraz łąkowe od wilgotnych po sucholubne.

### Flora

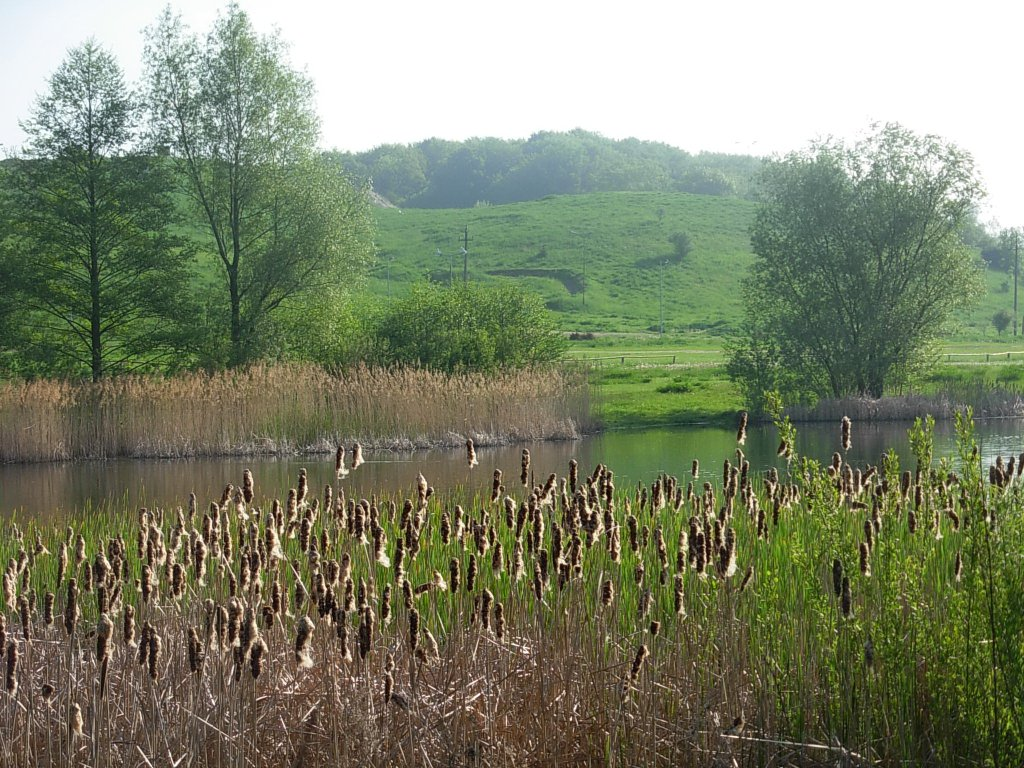
Roślinność wodna, w tle Zbocze Fordońskie

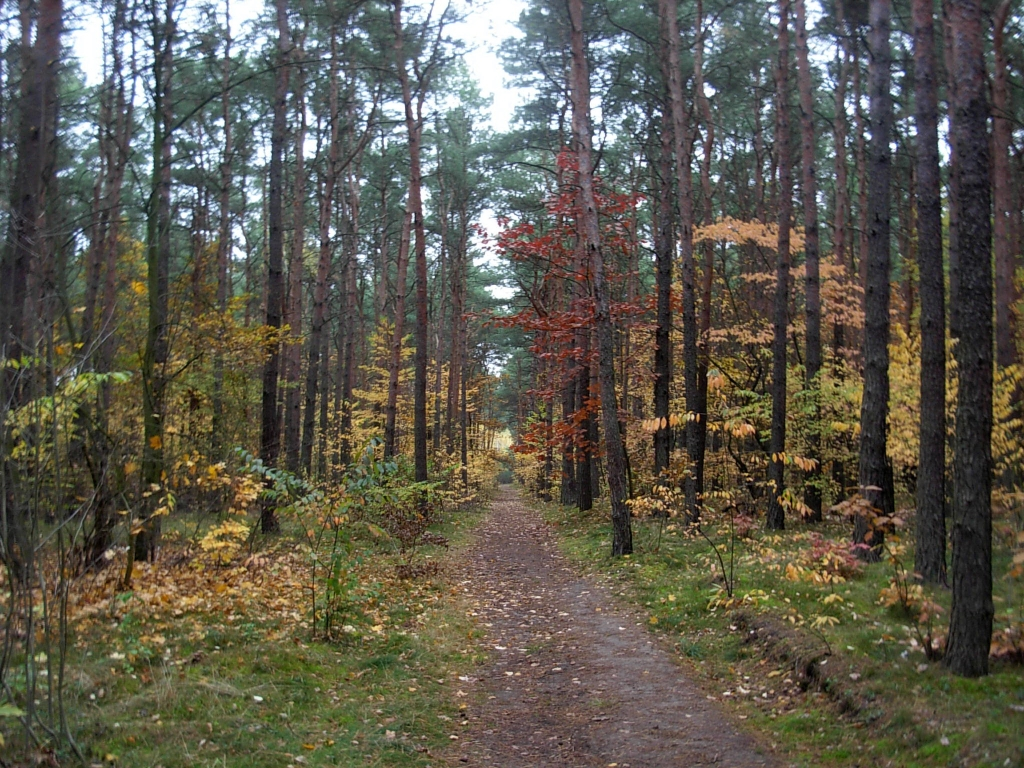
Las w zachodniej części LPKiW

Z drzew iglastych, które stanowią 93% wszystkich gatunków drzew parku największy udział ma sosna (92%), a w domieszkach występują także: świerk pospolity, jodła biała i modrzew (1% udziału w drzewostanie).
Drzewa liściaste stanowią 7% całego drzewostanu parkowego i składają się następujących gatunków: buka pospolitego, dębu czerwonego, grabu pospolitego, lipy drobnolistnej i szerokolistnej, jesionu wyniosłego i innych. Na słabszych glebach występuje często dąb bezszypułkowy i grab zwyczajny, a na żyźniejszych różne gatunki klonu i lipy oraz topole, wierzby, olsze, wiązy, brzozy, leszczyna, robinia akacjowa, jarząb pospolity, kasztanowiec zwyczajny, jabłoń dzika i grusza pospolita.
Krzewy i krzewinki są reprezentowane głównie przez tarninę, czeremchę, berberys zwyczajny, dereń świdwę i wiele innych gatunków. W parku występuje także wiele roślin zielnych (w tym gatunki kserotermiczne), zaś flora roślin trawiastych zalicza się do 87 rodzajów i 28 rodzin.
Typy i charakter środowisk roślinnych:
- Szuwary (zespoły bagienne) – występują wzdłuż brzegów stawów i cieków wodnych; są to zarówno szuwary wysokie (trzcina pospolita, oczeret, pałka szerokolistna), jak i niskie (sitowie jeziorne, szczaw lancetowaty, mozga trzcinowata, manna, tatarak zwyczajny) oraz zespoły roślin o liściach pływających, całkowicie zanurzonych lub unoszących się na powierzchni wody.
- Zbiorowiska leśne – zajmują ok. 470 ha obszaru parku.
  - Bór świeży – porasta południową część parku, a jego podstawowym gatunkiem w warstwie drzew jest sosna zwyczajna, zaś gatunkami domieszkowymi: brzoza brodawkowata, dąb szypułkowy, topola osika, robinia akacjowa, klon zwyczajny, lipa drobnolistna jesion wyniosły; w warstwie podszytu często występuje jarząb pospolity, czeremcha amerykańska, dąb szypułkowy, zaś w runie: mchy i borówki. Wiek drzewostanów sosnowych miejscami dochodzi do 140 lat, zaś wysokość drzew do 25 m.
  - Bór mieszany – występuje w centralnej części parku, aż do podnóży zbocza wysoczyzny. Gatunkiem przeważającym w warstwie drzew jest sosna zwyczajna, lecz wzrasta udział dębu szypułkowego, brzozy brodawkowatej (czasami do 30%), modrzewia, topoli osiki, klonu, jaworu, robinii akacjowej, jesiona. W strefie tej drzewa mają szybszy przyrost oraz wzrastający ku północy udział dębu w drzewostanie. W warstwie krzewów zaznacza się duży udział dębu czerwonego, kruszyny pospolitej, klonu zwyczajnego, leszczyny pospolitej i grabu zwyczajnego.
  - Grądy – wielogatunkowe lasy mieszane, porastają strefę zboczową i północno-zachodnie obszary parku, położone na wysoczyźnie morenowej. Najwyższe piętro zajmują przede wszystkim: grab, dąb, klon i lipa, zaś podszyt złożony jest głównie z: leszczyny, bzu czarnego, derenia świdwy, wiciokrzewu suchodrzewu. Runo rozwija się i kwitnie w okresie wczesnej wiosny, gdy do dna lasu dopływa duża ilość energii słonecznej.
    - Grąd europejski – przeważający typ grądu na terenie parku, cechuje się domieszką drzew iglastych, głównie sosny zwyczajnej. W drzewostanie przeważa udział dębu szypułkowego, a gatunkami współpanującymi są: buk zwyczajny, grab zwyczajny, sosna zwyczajna, lipa drobnolistna, topola osika, modrzew europejski, klon zwyczajny, brzoza brodawkowata.
    - Grąd niski – występuje u podnóża zbocza wysoczyzny. Warstwę drzew tworzy klon zwyczajny, klon jawor, wiąz górski, buk zwyczajny i grab zwyczajny.
    - Grąd zboczowy – las klonowo-lipowy, występujący na zboczach skarp i dolinek. Drzewostan tworzą dwa poziomy drzew: wyższy, złożony z dębów, lip i sosen oraz niższy, złożony z grabów, klonów i jaworów. Bogaty jest podszyt i runo leśne.
    - Buczyna pomorska z niewielką domieszką dębu i grabu – występuje w południowej części Ogrodu Botanicznego oraz na zboczach dolinki na północny wschód od uroczyska „Zacisze”. Drzewostan bukowy liczy 80–110 lat. Runo jest ubogie, z powodu silnego zacienienia dna lasu.
    - Świetlista dąbrowa – występuje w północnej i centralnej części parku, na żyźniejszych glebach. Piętro drzew stanowią dęby z domieszką sosny, zaś w dobrze rozwiniętej warstwie krzewów występuje m.in.: berberys, głóg jednoszyjkowy i dwuszyjkowy, śliwa tarnina, grusza pospolita, szakłak pospolity i różne gatunki jarząbu.

  - Łęgi – wilgotne lasy liściaste z wielowarstwowym runem. Występują w dolinkach rozcinających strefę zboczową, w obniżeniach na wysoczyźnie oraz w centralnej części parku na odcinku dawnego dopływu wody z dolinki Zacisze. W drzewostanach występują: jesion wyniosły (łęgi jesionowe), jawor i inne gatunki klonów, wiązy (łęgi wiązowe), olsze (łęgi olszowe) i wiele innych gatunków. W dolince Strugi Myślęcińskiej występują łęgi olszowo-jesionowe i miejscami łęgi wiązowe. Łęgi wierzbowo-topolowe spotyka się w formie małych płatów w obrębie Ogrodu Botanicznego, a także wzdłuż dolinek z ciekami wodnymi na zachód od Ogrodu. W centralnej części parku, na terasie pradolinnej występuje las łęgowy przejściowy, w którym dominującymi gatunkami są: jesion wyniosły, olsza czarna, topola osika, topola czarna i dąb szypułkowy. Ponadto na obrzeżach lasów i stawów występują zadrzewienia olszowe z olszą czarną.
- Zbiorowiska łąkowe – zajmują ok. 80 ha obszaru parku. W miejscu dawnych lasów łęgowych występują łąki okresowo wilgotne, a w miejscu grądów – łąki świeże (umiarkowanie wilgotne). W centralnej części Ogrodu Botanicznego występują łąki rajgrasowe, zaś na pozostałe siedliska porastają łąki ubogie i wrzosowiska. Murawy suchoroślowe rozwinęły się na siedliskach ciepłolubnych dąbrów, zaś murawy kserotermiczne na suchych zboczach.

### Fauna
Fauna zwierząt kręgowych na terenie parku obejmuje przede wszystkim drobne ssaki, zwłaszcza gryzonie, owadożerne i zającokształtne. Z większych zwierząt w stanie dzikim można spotkać: sarny, dziki, rzadziej borsuki, jenoty, łasice, tchórze, kuny domowe oraz lisy.
Licznie reprezentowana jest awifauna, w tym zwłaszcza ptaki wodne i błotne. Wyspa na stawie parkowym jest jednym z większych w województwie kujawsko-pomorskim miejsc lęgowych mewy śmieszki i rybitwy rzecznej. Licznie występują płazy i gady oraz bezkręgowce. Stawy parkowe są zarybione gatunkami z rodziny karpiowatych, okoniowatych, łososiowatych i cierniowatych.

## Stanowiska roślin chronionych
Na terenie Parku znajdują się stanowiska roślin chronionych i grzybów.

### Rośliny widnych lasów i borów oraz zarośli
- konwalia majowa (ochrona częściowa),
- lilia złotogłów ,
- orlik pospolity ,
- barwinek pospolity ,
- pierwiosnka lekarska i wyniosła ,
- mącznica lekarska ,
- wiśnia karłowata (wisienka stepowa) ,
- jarząb szwedzki .

### Rośliny cienistych lasów
- listera jajowata ,
- bluszcz pospolity ,
- cis pospolity ,
- paprotka zwyczajna (ochrona częściowa) ,
- kruszyna pospolita (ochrona częściowa) ,
- marzanka wonna (ochrona czę¬ściowa) .

### Rośliny wód i torfowisk
- brzoza niska ,
- brzoza karłowata ,
- grzybień biały ,
- grążel żółty .

### Rośliny wilgotnych lasów i zarośli
- kalina koralowa ,
- wawrzynek wilczełyko ,
- śnieżyczka przebiśnieg ,
- różanecznik żółty .

### Rośliny muraw
- pierwiosnka lekarska
- zawilec wielkokwiatowy
- centuria pospolita (ochrona częściowa),
- goździk piaskowy i pyszny
- kocanka piaskowa (ochrona częściowa),
- miłek wiosenny ,
- storczyk szerokolistny ,
- rokitnik zwyczajny ,
- pełnik europejski ,
- kosaciec syberyjski ,
- kosaciec niski ,
- ostnica Jana ,
- len złocisty ,
- mieczyk dachówkowaty .

### Grzyby
- podgrzybek pasożytniczy ,
- żagiew okółkowa ,
- sromotnik bezwstydny ,
- szmaciak gałęzisty .

Wkład w zachowanie różnorodności biologicznej flory ma Ogród Botaniczny zlokalizowany w parku. Rolę dydaktyczną i wypoczynkową spełnia Ogród Botaniczny LKPiW, zaś położony na północ od niego Ogród Botaniczny Instytutu Hodowli i Aklimatyzacji Roślin prowadzi dodatkowo badania naukowe z dziedziny florystyki i aklimatyzacji.

## Dyrektorzy Leśnego Parku Kultury i Wypoczynku
- 1972-1983 – inż. Bronisław Tusz
- 1983-1991 – mgr inż. Andrzej Grzegorzewski
- 1992-2002 – mgr inż. Kazimierz Łoś
- 2002–2009 – mgr inż. Józef Rogacki
- 2009–2010 – mgr Jacek Habant
- od 2010 – mgr Marcin Heymann